# Hypnum latifolium
Hypnum latifolium là một loài Rêu trong họ Hypnaceae. Loài này được Taylor mô tả khoa học đầu tiên năm 1848.